# Gillis de Hondecoeter
Gillis Claesz. de Hondecoeter ou d'Hondecoeter (Antuérpia ou Mechelen, entre 1575 e 1580 - Amesterdão, enterrado a 17 de Outubro de 1638) foi um pintor dos Países Baixos, trabalhando num estilo flamengo, pintando árvores, pássaros e paisagens. Mais tarde d'Hondecoeter pintaria num estilo mais realista. Gillis foi o pai de Gijsbert de Hondecoeter e avô de Melchior de Hondecoeter e de Jan Weenix. A sua filha Josijntje casaria com Jan Baptist Weenix.